# Justo de Alejandría
San Justo de Alejandría fue el sexto obispo de Alejandría entre los años 118 y 129, año en que murió.
Se cree que fue bautizado por San Marcos, de quien fue sucesor en el obispado de la ciudad ya mencionada. Fue sepultado en el templo de Bucalis junto a San Marcos
Es venerado por la Iglesia copta.
| Predecesor: Primo | Obispo de Alejandría 118 – 129 | Sucesor: Eumenes |

- Datos: Q1276477